# Lan củ chuối
Củ chuối hay lan củ chuối, lan củ súng, lan bầu rượu tím (danh pháp hai phần: Calanthe vestita) là một loài phong lan.
Cây phân bố ở Đông Nam Á. Tại Việt Nam, cây có mặt ở các khu vực: Nha Trang, Đồng Nai.

## Hình ảnh

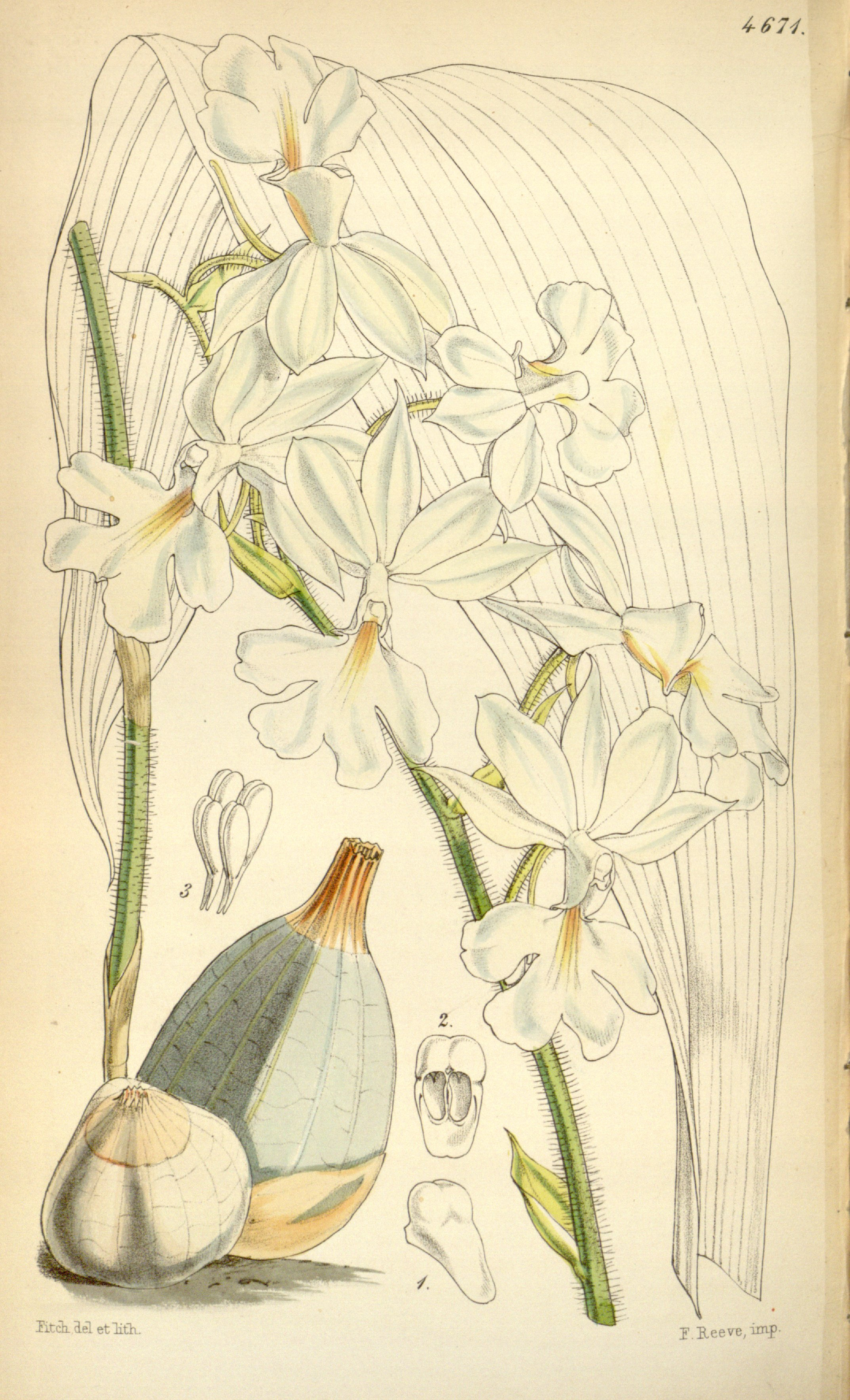
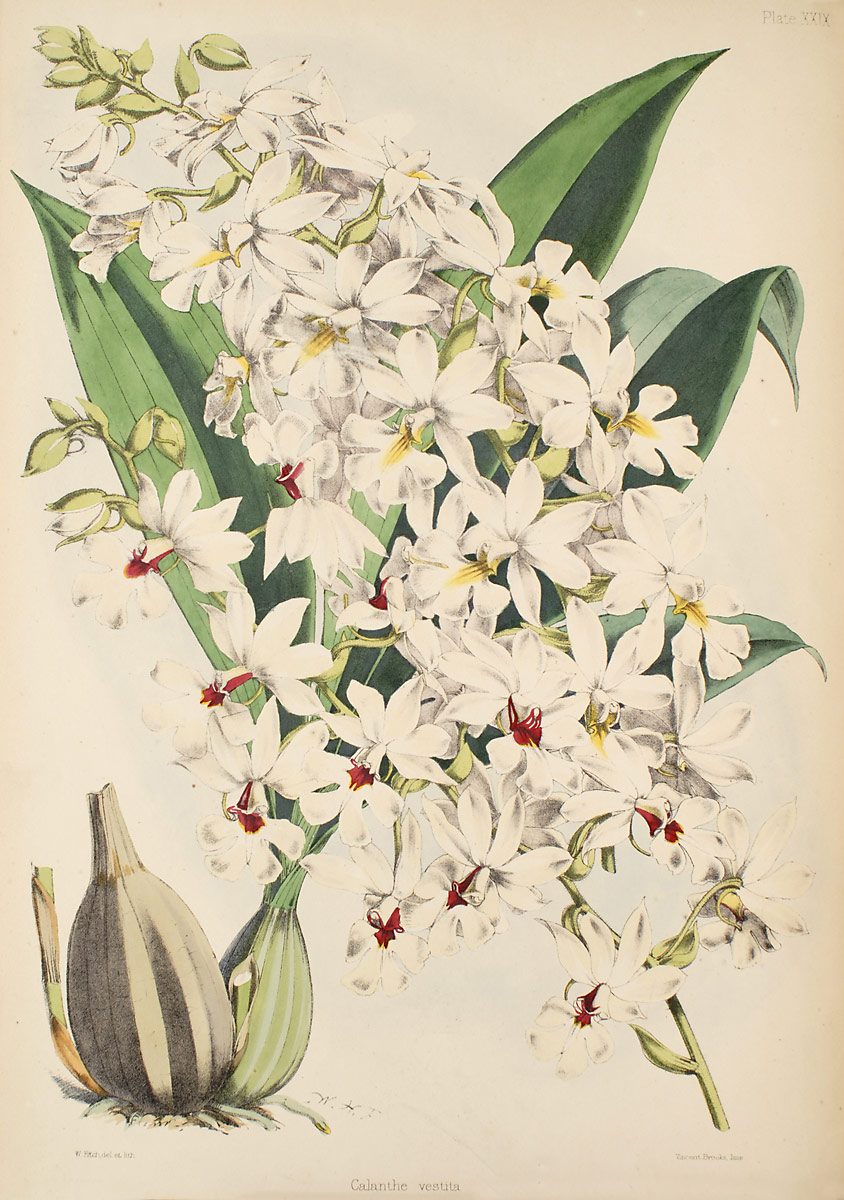
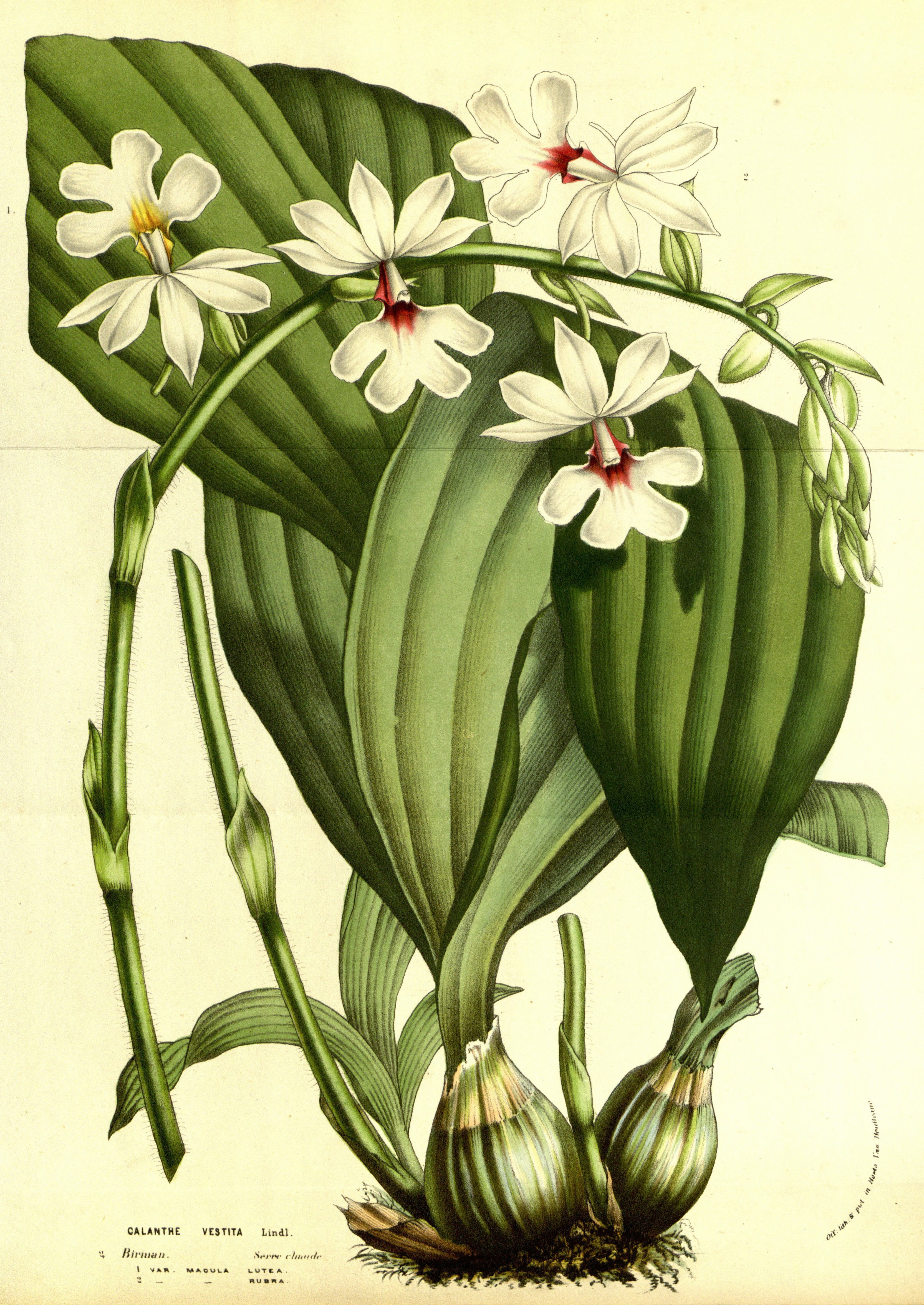